# 小松製菓
株式会社小松製菓（こまつせいか、英: Komatsu Seika Inc.）は、岩手県二戸市に本社を置く、日本の菓子メーカー。
南部煎餅製造、販売では業界1位。販売会社として巖手屋、北家を持つ。

## 概要
本社および工場は、岩手県北部の二戸市にある。小売では、大きく分けて贈答品などを中心とした｢巖手屋｣｢北家｣と、自家消費を中心とした｢小松製菓｣で展開している。
品質管理室を置き、原料からのトレーサビリティに早い段階から取り組んだ。原料の一部をセンサーによる色彩選別機を導入するなど、品質向上に社を挙げて取り組む姿勢を見せる。また、製造に関して創業時からの伝統的な部分を守りながら、既成概念にとらわれない新製品の開発にも積極的である。
社是は「感謝と創造」
社訓は「一、もう一度会いたい人格を創る。一、もう一度食べたい製品を作る。一、仕事を通して社会に貢献する。」

## 沿革
- 1930年ごろ - 小松實、小松シキが12歳の頃、青森県の小さな町のせんべい屋に奉公していた際に南部せんべいと出会い、せんべい焼きを覚える
- 1948年 - 小松實、小松シキが21丁の焼き型から小松煎餅店開業
- 1960年 - 新工場完成
- 1970年 - 株式会社に改組
- 1975年 - 小松煎餅店から小松製菓に改称、宮城県仙台市に巖手屋1号店オープン
- 1979年 - 盛岡市中央通りに巖手屋盛岡店オープン、販売会社　巖手屋を設立
- 1980年 - おおば比呂司による南部せんべいおばあちゃんのキャラクター誕生
- 1987年 - 自助工房「四季の里」オープン
- 1989年 - 盛岡市茶畑に「巖手屋　盛岡本店」オープン
- 1993年 - 新工場完成、南部煎餅茶屋オープン
- 1994年 - TBS系列で小松シキ自伝「むすんでひらいて」テレビ、ドラマで全国放送
- 1997年 - 体質改善を目的に改革元年スタート
- 1999年 - 巖手屋盛岡本店を改称、タルトタタンがオープン
- 2004年 - 盛岡営業所オープン、盛岡フェザン店リニューアルオープン
- 2006年 - 年金制度「幸せ会」開始
- 2007年 - 新工場建設開始、株式会社タルトタタン設立、松長有慶大僧正の筆による御穀供養碑建立
- 2009年 - 新工場完成
- 2011年 - 盛岡アネックスカワトク店オープン

## 事業所
- 本社・工場： 岩手県二戸市石切所字台中平35-5
- 盛岡営業所： 岩手県盛岡市流通センター北1丁目3-6

## 巖手屋直営店
- 盛岡フェザン店 - 岩手県盛岡市盛岡駅前通1-44
- 仙台エスパル店 - 宮城県仙台市青葉区中央1丁目1-1
- 青森ラビナ店 - 青森県青森市柳川1丁目2-3
- 盛岡アネックスカワトク店 - 岩手県盛岡市緑が丘4丁目1-50
- 二戸本店 - 岩手県二戸市石切所字前田41-1
- 二戸ニコア店 - 岩手県二戸市米沢字荒谷25
- 南部煎餅茶屋 - 岩手県二戸市石切所字荒瀬49-1
- 八戸北家 三春屋店（姉妹店） - 青森県八戸市十三日町13
- 自助工房「四季の里」

## CM
- しょうゆなんぶ（放送終了）
- 生南部サブレ（放送終了）
- チョコ南部（予告篇、新発売編）2009年度（放送終了）
- チョコ南部（学校篇、給湯室編）2010年度

### 主なCMキャラクター
- 牟田浩二 -2009年度、チョコ南部（予告篇、新発売編）南部社長役
- 沼倉花菜 - 2010年度、チョコ南部（学校篇）女子高生役 イメージガール

## 書籍
- むすんでひらいて ～おばあちゃんの南部せんべい物語～（著者:小松シキ）（1993年3月2日、IBCビジョン）ISBN 9784900691056

## テレビ番組
- 日経スペシャル カンブリア宮殿 従業員の幸せが会社を強くする！ 老舗せんべいメーカーの感動復活劇（2019年11月21日、テレビ東京）[1]

## テレビドラマ
- ドラマ マイ・マザー・リバー「むすんでひらいて」（1994年8月20日放送、岩手放送）
脚本： 佐々木守
演出： 大山勝美
小松シキ： 岸本加世子（少女時代：藤田美紀）
小松實： 林隆三
小松ヨシエ： 石野真子
奉公先の主人： 小林昭二
奉公先のおかみ： 十勝花子